# Long Live Love
Long Live Love è un album in studio della cantante australiana Olivia Newton-John, pubblicato nel 1974.

## Tracce

### Side 1
1. Free the People (Barbara Keith)
2. Angel Eyes (Tony Macaulay, Keith Potger)
3. Country Girl (Alan Hawkshaw, Peter Gosling)
4. Someday (Gary Benson, David Mindel)
5. God Only Knows (Brian Wilson, Tony Asher)
6. Loving You Ain't Easy (Stuart Leathwood, Bob Saker, Gary Sulsh)

### Side 2
1. Home Ain't Home Anymore (John Farrar, Peter Robinson)
2. Have Love Will Travel (Roger Greenaway, Geoff Stephens)
3. I Honestly Love You (Peter Allen, Jeff Barry)
4. Hands Across the Sea (Ben Findon, Geoff Wilkins)
5. The River's Too Wide (Bob Morrison)
6. Long Live Love (Valerie Avon, Harold Spiro)